# Моя жахлива няня
«Моя жахлива няня» (англ. Nanny McPhee, дослівно — «Няня Макфі») — фентезійна комедія Кірка Джонса за сценарієм Емми Томпсон за мотивами серії книг Кристіани Бренд про няню Матільду.
Прем'єра в Україні: 23 березня 2006 року.

## Сюжет
Седрік Браун — вдівець і люблячий батько сімох дітей: Саймона, Тори, Лілі, Еріка, Кристіанни, Себастьяна й Агати. Він тільки й робить, що працює в похоронному бюро і не може приділяти дітям достатньо уваги. Залишені без нагляду діти всіма силами протистоять спробам привести в будинок няню. В результаті вони перевірили цілих 17 нянь.
Але несподівано оголошується няня-чарівниця Матільда Макфі, якій, на подив батька і самих дітей, вдається приборкати бешкетників. Хлопці продовжують спроби позбутися няні, але розуміють, що полюбили її.

## У ролях

### Дорослі
- Емма Томпсон — няня Матільда Макфі
- Колін Ферт — містер Браун Седрік
- Келлі Макдональд — Еванджеліна
- Анджела Ленсбері — герцогиня Аделаїда Стіч
- Імельда Стонтон — місис Блезєрвік
- Селія Імрі — місис Сельма Квіклі

### Діти
- Томас Броді Сенгстер — Саймон Девід Браун
- Еліза Беннетт — Тора Айлабелла Браун
- Дженніфер Рей Дейкін — Ліліана Джастін Браун (вона ж Лілі)
- Рафаель Коулмен — Ерік Адам Браун
- Сем Гонівуд — Себастьян Френк Браун
- Холлі Гіббс — Кристіанна Ханна Браун
- Хебе Барнс, Зініа Барнс — Агата Роуз Браун

## Знімальна група
- Режисер — Кірк Джонс
- Сценарій — Крістіана Бренд (роман), Емма Томпсон
- Продюсери — Тім Беван, Девід Браун, Ліза Чейсін, Ліндсей Дорані, Ерік Феллнер, Дебра Гейярд, Глайніс Мюррей
- Композитор — Патрік Дойл
- Оператор — Генрі Брехам

## Цікаві факти
- За словами Емми Томпсон, на написання сценарію до фільму у неї пішло 9 років[6].
- Через сцену з трупом в США фільму був привласнений рейтинг PG (рекомендується присутність батьків).
- Дослівний переклад назви фільму — «Няня Макфі». Український вільний переклад обумовлений тим, що у дні виходу фільму у глядачів з колишнього СНД надзвичайно популярним був російський серіал «Моя прекрасна няня»
- У 2010 році вийшов сиквел картини під назвою «Моя жахлива няня 2» з Еммою Томпсон у головній ролі. Фільм також був знятий за мотивами книг Крістіани Бренд «Няня Матільда». Емма Томпсон в одному з інтерв'ю зізналася, що хоче зробити трилогію. Дія третього фільму, можливо, розгорнеться в сучасній Англії.
- В сиквелі картини, фільмі «Моя жахлива няня 2» однією з другорядних героїнь є Агата, вже будучи літньою леді, у виконанні Меггі Сміт.